# Bernd Effing
Bernd Effing (* 26. April 1948 in Neukirchen, Schleswig-Holstein) ist ein ehemaliger deutscher Kunstturner.
Bernd Effing wuchs in Dorsten auf. 1972 startete er für TUS 04 Leverkusen und schloss später ein Sportstudium erfolgreich ab.
Bei den Deutschen Meisterschaften gewann er 1971 im Bodenturnen sowie 1972 und 1978 am Seitpferd.
Bei den Olympischen Spielen 1972 in München belegte er mit der deutschen Riege den fünften Platz. In der Mehrkampfqualifikation belegte er den 38. Platz und war damit viertbester Turner der deutschen Mannschaft hinter Eberhard Gienger, Walter Mössinger und Günter Spies. Sein bestes Einzelergebnis hatte Effing als 25. am Boden. Bei den Europameisterschaften 1973 in Grenoble wurde er 13. im Mehrkampf und Vierter am Boden.